# Jens Langkniv
Jens Langkniv (Jens Olesen) var en dansk landsvägsrövare som vid slutet av 1500-talet höll till på de ensliga hedarna i Mittjylland. Ända sedan nationalromantikens dagar har han i sägner och populärkultur kommit att utmålas som en jylländsk Robin Hood som stal från de rika och gav åt de fattiga. Han var beväpnad med kniv och sägs ha varit en skicklig knivkastare. Kniven hade han fäst i en lina av tvinnat tagel, så att han snabbt kunde dra den till sig sedan han kastat. 

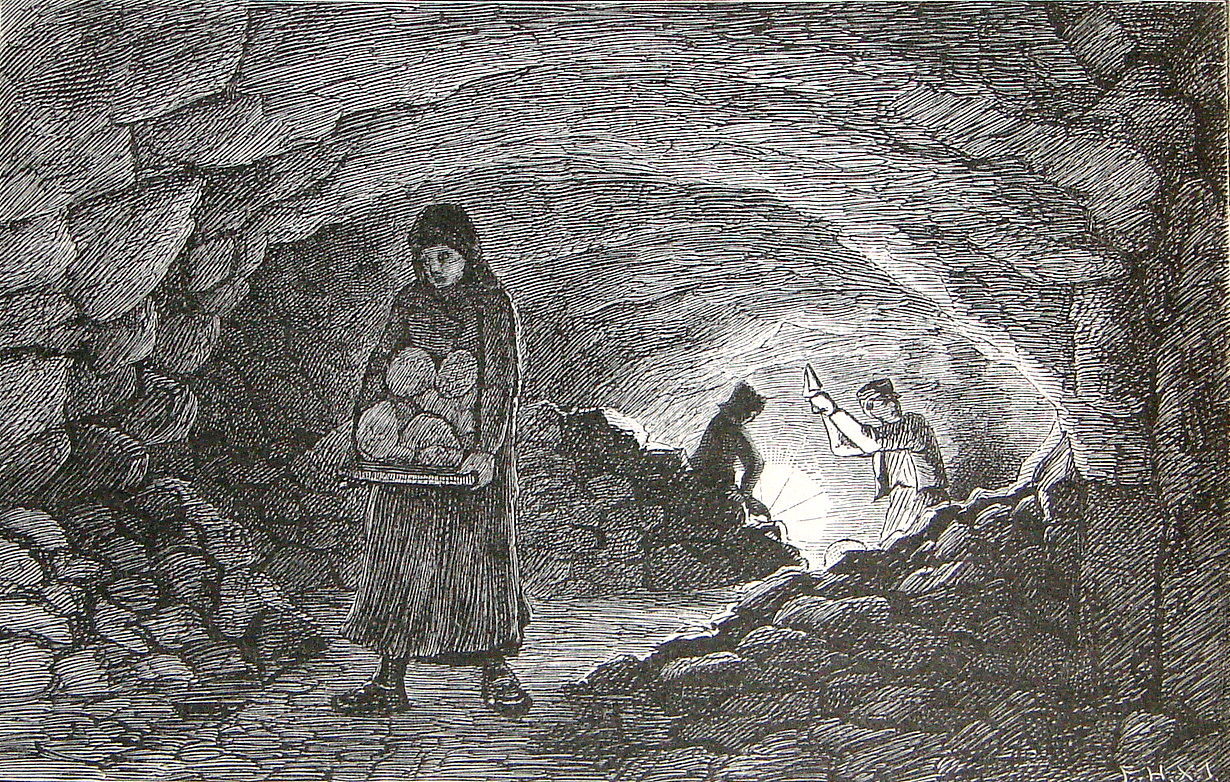
Daugbjerg Kalkgrube där Jens Langkniv sägs ha haft ett tillhåll. Teckning av Hans Smidth.

 Vintertid sägs han ha hållit till i kalkgruvan i Daugbjerg, där det var omöjligt att fånga honom, ty han kände gruvgångarna som sin egen ficka. Det lär också ha funnits en hemlig gång från gruvan till det närbelägna prästbostället, där han hade en älskarinna.
Sägnen berättar att Jens blivit fredlös sedan han satt kniven i en fogde, som försökte föra bort hans mor som skulle brännas som häxa. Han tog nu sin tillflykt till den ödsliga Alheden, där han sällade sig till andra utstötta och fredlösa. När Wallensteins trupper åren 1627–28 utplundrade Jylland sägs dessa fredlösa "partisaner" ha kämpat tappert mot inkräktarna utanför Viborgs portar. Som tack ska Jens enligt sägnen ha blivit löst från sin fredlöshet (ærliggjord) – men senare, då han återföll i gamla levnadsmönster, ska han ha blivit avrättad i Horsens. Det finns också andra berättelser om hans död. En sägen uppger att han blev upphunnen och skjuten med tre skott i hjärtat i Vridsted Præstegård. Lyckligtvis – för hans själs salighet – hade han dessförinnan hunnit skrifta sig för prästen.
Det enda man säkert vet om Jens Langkniv är att han var en landstrykare som omtalas i rättsprotokoll från 1598. Han och några kumpaner stod då åtalade i Randers för att ha överfallit och rånat en kvinna. Att han skulle ha deltagit i striderna mot Wallenstein verkar osannolikt, eftersom det inte finns minsta spår av honom i skriftliga källor från så sen tid. Förmodligen var han då redan död. Det är också värt att notera, att Jens Langkniv i de äldsta sägner som berättats om honom, skildras som en ond och brutal våldsverkare. Enligt en jylländsk folksägen var Jens Langkniv en barnamördare som genom att äta nio av sina offers hjärtan hoppades erhålla en övernaturlig flygförmåga. Det är först i nationalromantikern Steen Steensen Blichers jylländska noveller som han får hjältegloria. I stället för att skildra honom som den förbrytare han var, utmålar Blicher honom som en ädel bandit i kamp mot en orättrådig överhet. Blicher anknöt till redan existerande sägner, men gav dem en ny tendens, vilket i sin tur, på grund av novellernas popularitet, kom att återverka på det folkliga berättandet. Den gamle stråtrövarens "rehabilitering" blev slutligen fullbordad i Jeppe Aakjærs roman Jens Langkniv (1915), som skildrar den fredlöses äventyr på Jylland under trettioåriga kriget – då den historiske Jens Langkniv knappast längre var i livet.
I Ulvedals Plantage, en skogsplantering från 1790-talet på Alheden där Jens Langkniv och hans förbrytargäng en gång strövat kring, finns, helt nära Karup, en långdös som kallas Jens Langknivs hule (grotta). Där ska Jens ha haft ett tillhåll. Men också i kalkgruvan i Daugbjerg, där han hade sitt vinterviste, visas en Jens Langknivs hule. Det är den största kammaren i gruvkomplexet, belägen cirka 60 meter under jord.